# Croix de guerre 1914–1918 (Franța)
Croix de guerre 1914-1918 (în traducere din franceză, Crucea de război) este o decorație militară franceză, prima versiune a Croix de guerre. Ea a fost instituită pentru a-i decora pe soldații francezi și aliați care au fost citați pe ordinul de zi pentru fapte de arme excepționale în timpul Primului Război Mondial, similară cu menționarea în raport din Armata Britanică, dar cu mai multe grade echivalentă cu decorațiile pentru curaj ale altor națiuni.
Curând după izbucnirea Primului Război Mondial, comandanții Armatei Franceze au simțit că trebuia instituită o nouă decorație militară. La acel moment, Citation du jour („Citarea pe ordinul de zi”) exista deja pentru a recunoaște acțiunile vitejește ale militarilor, dar era doar o foaie de hârtie. Numai Médaille Militaire și Legiunea de Onoare erau acordate pentru curaj pe câmpul de luptă, dar datorită numărului mare de militari decorați era necesară o nouă decorație. La sfârșitul anului 1914, General Boëlle, comandantul-șef al Corpului de Armată 4 Francez, a încercat să convingă administrația franceză să instituie o nouă decorație militară. Maurice Barrès, celebrul scriitor și deputat de Paris, l-a sprijinit pe Boëlle în eforturile sale.
Pe 23 decembrie 1914, parlamentarul francez Georges Bonnefous a propus un proiect de act legislativ pentru a crea Croix de la Valeur Militaire („Crucea pentru merit militară”), semnat de alți 66 de parlamentari. Émile Driant, un parlamentar care a servit în zona de război într-o mare parte a acestei perioade, a devenit purtătorul de cuvânt al decorației când s-a întors în parlament. La 18 ianuarie 1915, Driant a prezentat acest proiect de lege, dar numele decorației militare a fost schimbat în „Croix de guerre” („Crucea de război”). După discuții parlamentare, proiectul de lege a fost adoptat pe 2 aprilie 1915.
Primul Război Mondial a început în 1914 și s-a încheiat în 1918, deci numele final adoptat este „Croix de guerre 1914-1918”.

## Deținători francezi notabili (listă parțială)

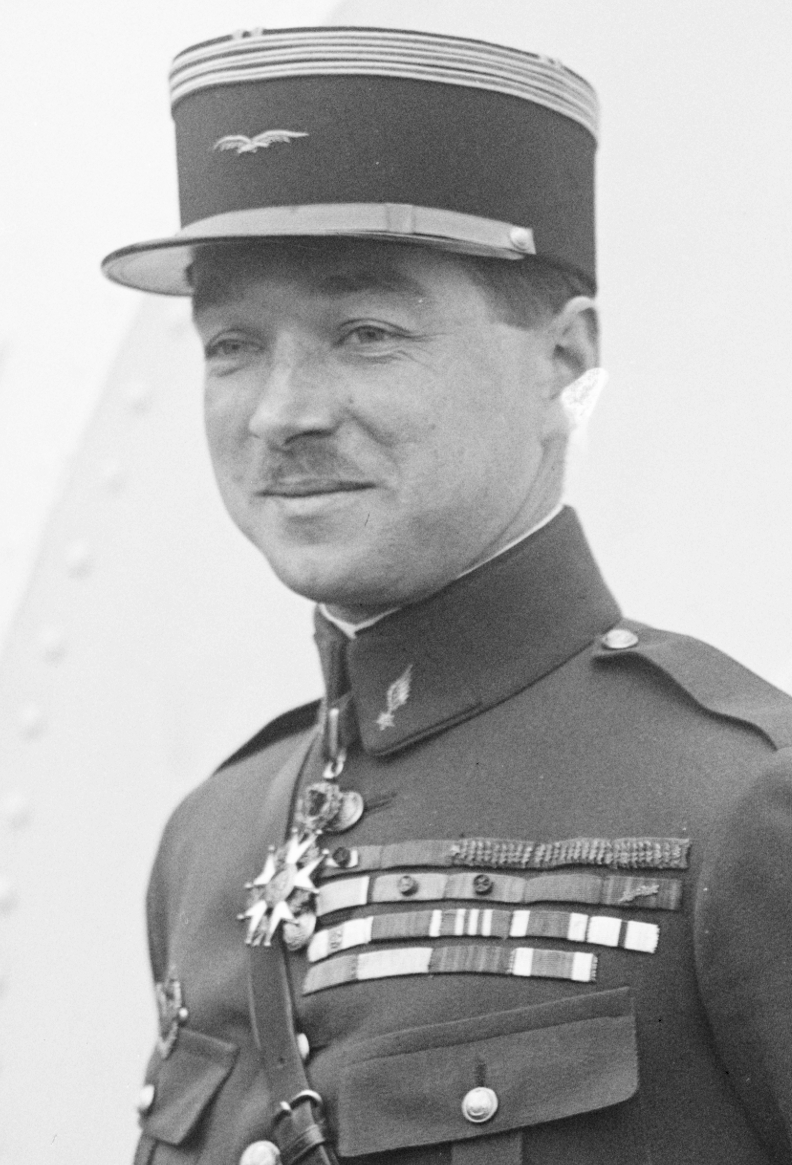
Colonelul René Fonck, decorat cu Croix de guerre 1914-1918 cu 29 de citări pe ordinul de zi

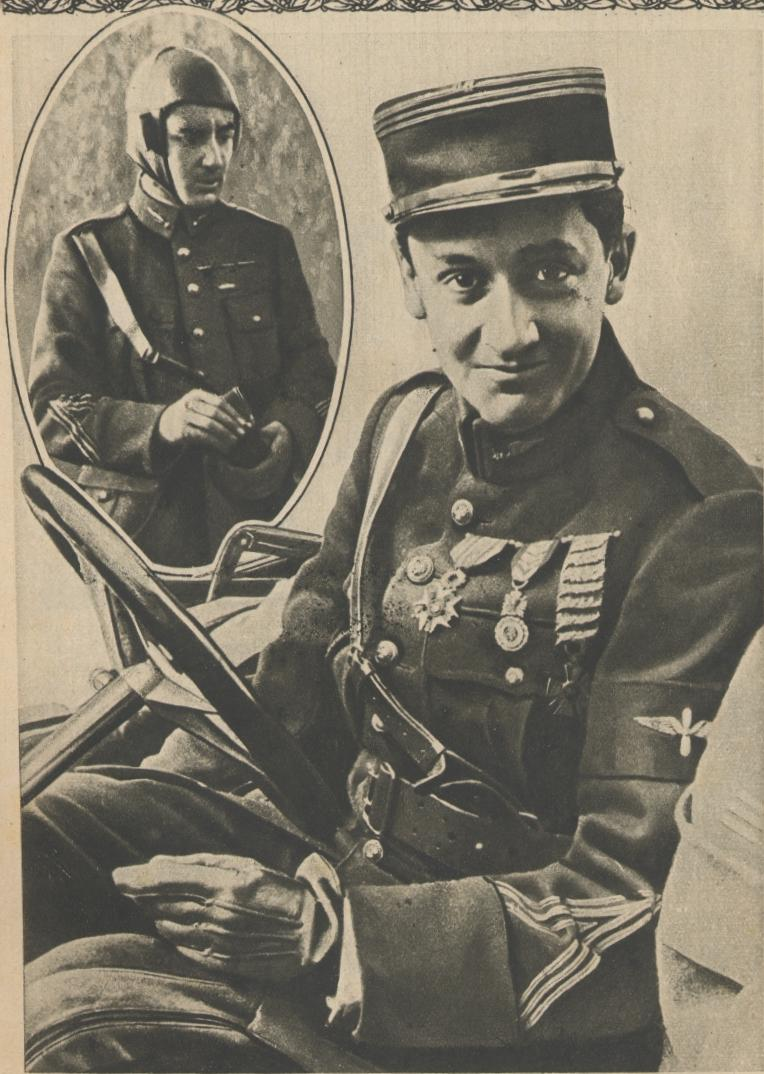
Căpitanul Georges Guynemer, as al aviației, decorat cu Croix de guerre 1914-1918, cu 26 de citări pe ordinul de zi

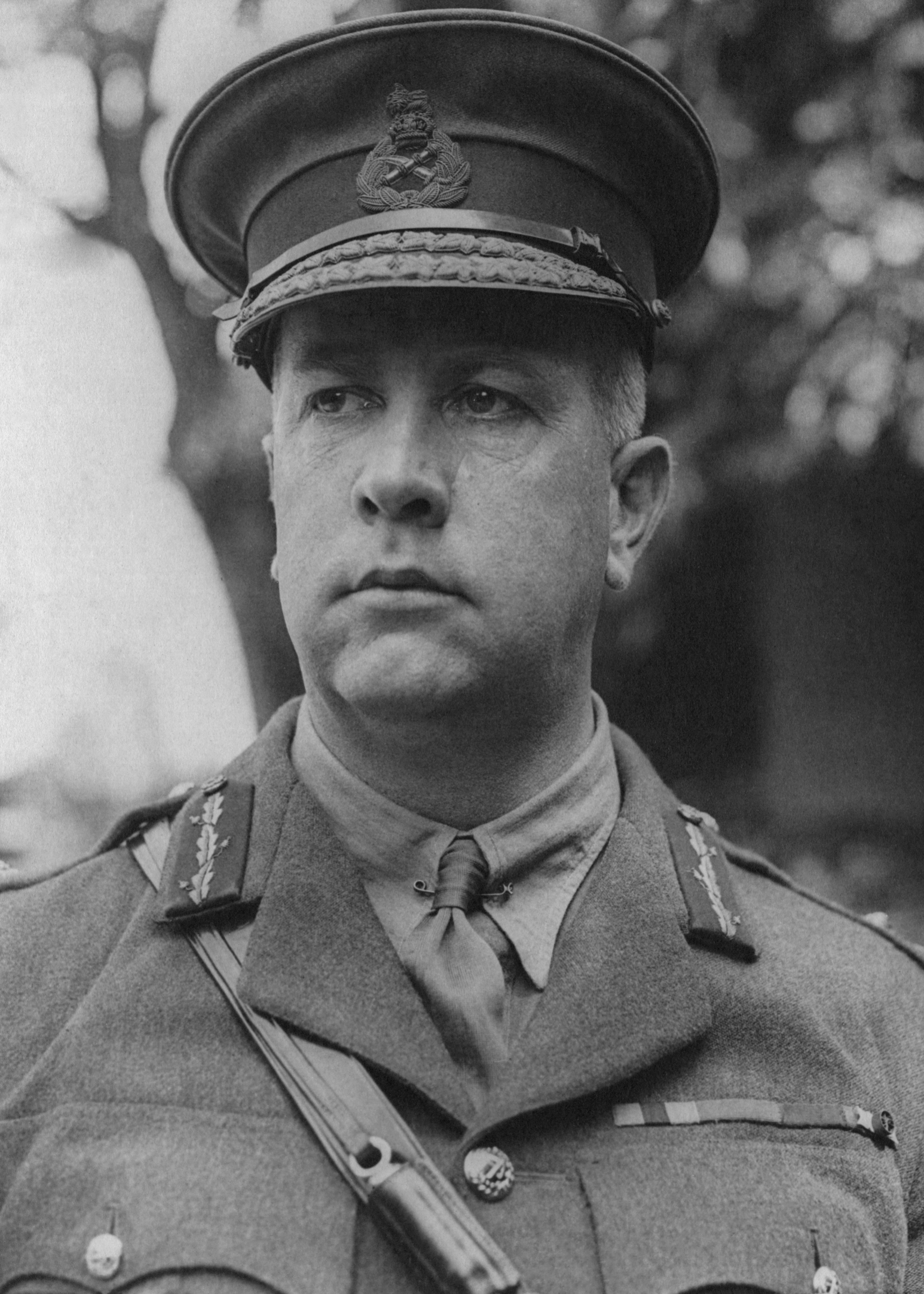
Generalul canadian Sir Arthur William Currie, destinatar străin al Croix de guerre 1914-1918 cu frunze

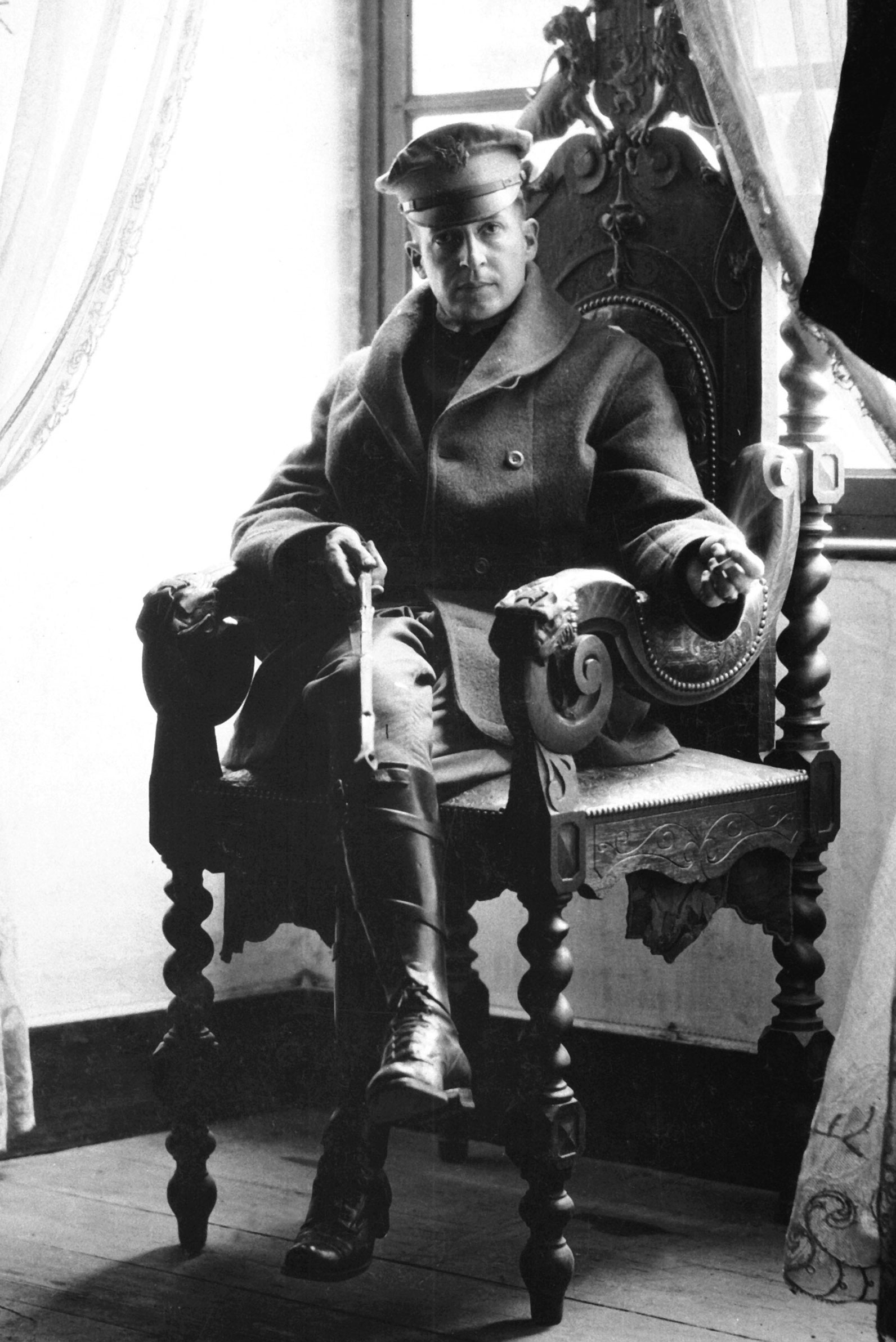
Generalul american Douglas MacArthur, destinatar străin al Croix de guerre 1914-1918 cu frunze și stele aurite

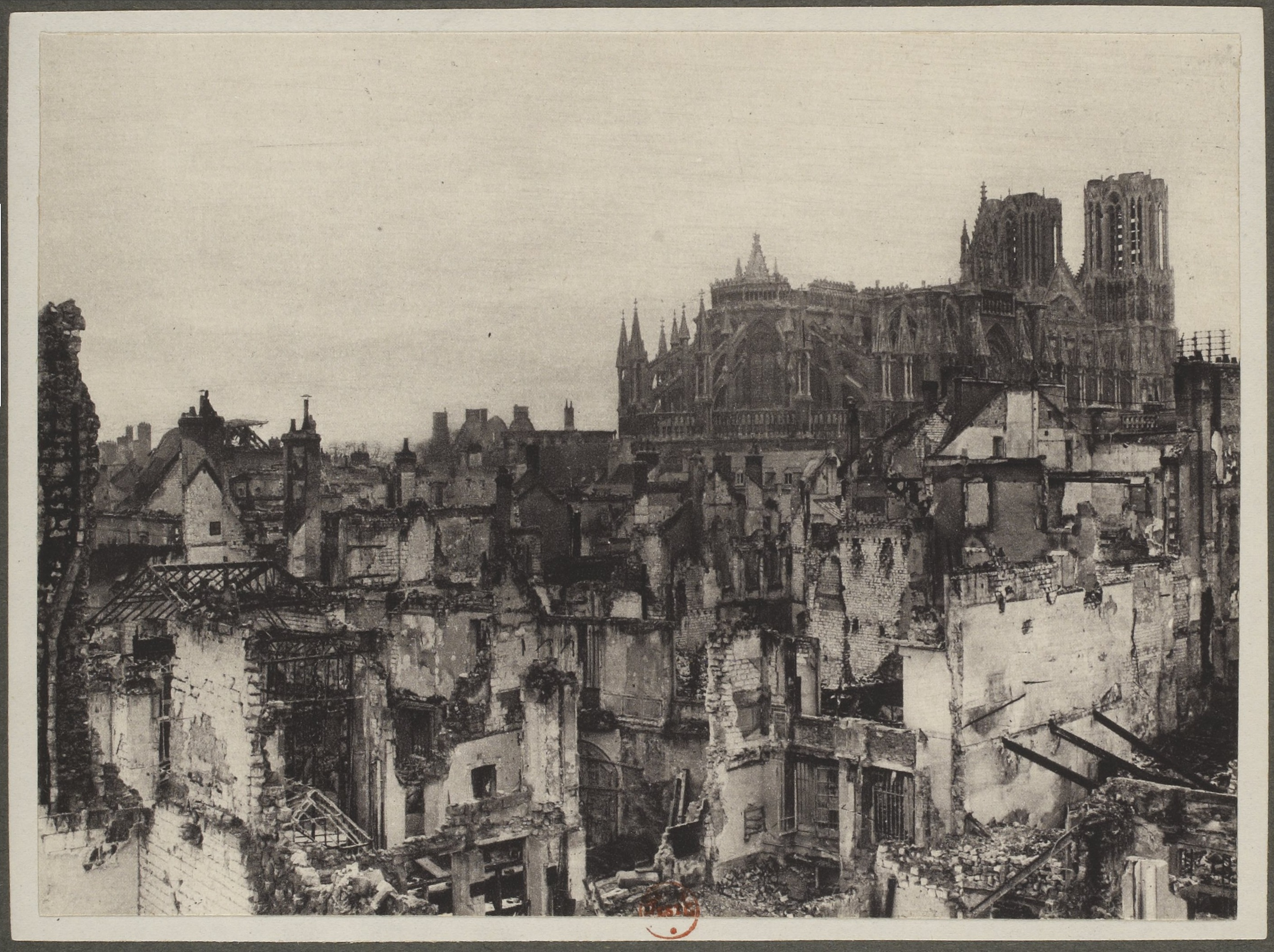
Centrul distrus al orașului Reims, 1916

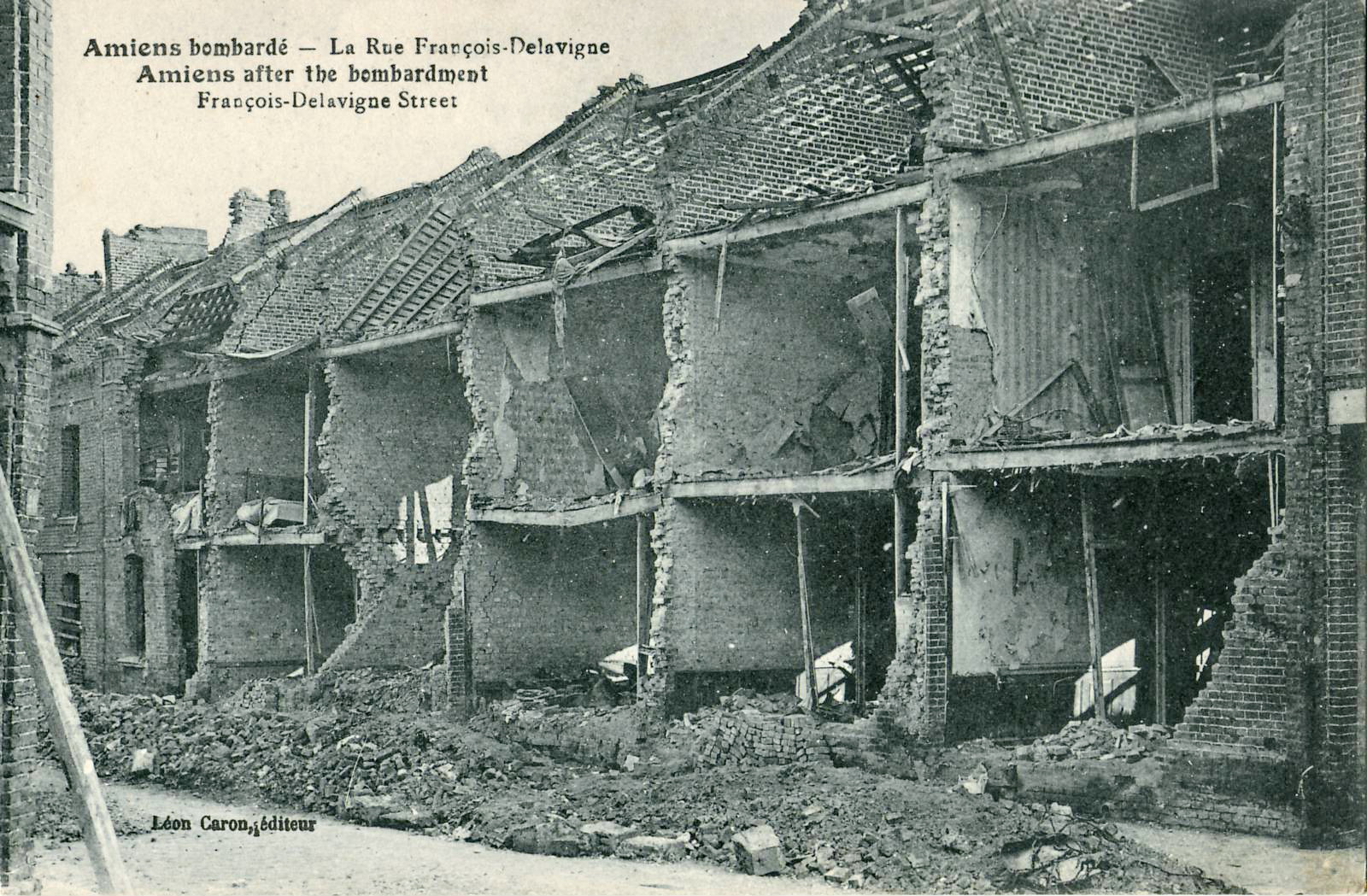
Amiens după ce a fost bombardat în Primul Război Mondial

- Generalul Charles de Gaulle (1 citare)
- Asul aviației locotenent Charles Nungesser (30 de citări)
- Asul aviației căpitan Georges Guynemer (26 de citări)
- Generalul Edgard de Larminat (4 citări)
- Generalul Joseph de Goislard de Monsabert (7 citări)
- Colonelul Théophile Marie Brébant (4 citări)
- Generalul Jean Vallette d'Osia (6 citări)
- General Raoul Salan (1 citare)
- Asul aviației colonel René Fonck (29 de citări)
- Generalul Marie-Pierre Kœnig (2 citări)
- Generalul Raoul Magrin-Vernerey (11 citări)
- Asul aviației locotenent-colonel Charles Nuville (10 citări)
- Asul aviației căpitan Georges Madon (10 citări)
- Mareșalul Joseph Joffre (1 citare)
- Generalul Robert Nivelle (3 citări)

## Deținători străini notabili (listă parțială)
- Caporalul Eugene Bullard, Forțele Aeriene Franceze
- Generalul-maior Charles Budworth
- Locotenent-colonelul John Creagh Scott
- Generalul George S. Patton
- Generalul Douglas MacArthur
- Asul aviației mareșal al aerului William Avery „Billy” Bishop V.C.
- Feldmareșalul Petar Bojović
- Asul aviației vicemareșal al aerului Raymond Collishaw
- Mareșal-șef al aerului Sir Keith Rodney Park
- Generalul Sir Arthur William Currie
- Asul aviației căpitan Robert A. Little
- Caporalul Harry Miner V.C.
- Soldatul Needham Roberts
- Generalul Sir Archibald Paris
- Filantroapa Julia Hunt Catlin Park DePew Taufflieb
- Soldatul Herman Davis
- Feldmareșalul John French, 1st Earl of Ypres
- Generalul de brigadă Frederick Kisch (Regatul Unit, Palestina sub mandat britanic)
- Feldmareșalul Živojin Mišić
- Asul aviației maior James McCudden
- Asul aviației maior Roderic Dallas
- Sergentul Alvin C. York
- Sergentul George Lawson Keene
- Sergentul Henry Johnson
- Sergentul major Henry James Brasier, Mons Star, DCM, MM
- Directorul general Stephen Galatti, American Field Service
- Locotenentul Stephen W. Thompson, Escadrila Lafayette
- Locotenentul Giuseppe Franchi Maggi[2], Armata Regală Italiană
- Porumbelul călător Cher Ami, Lost Battalion

## Unități franceze decorate (listă parțială)
- Regimentul 1 Infanterie
- Regimentul 54 Infanterie
- Regimentu 126 Infanterie
- Batalionul 2 Infanterie Ușoară din Africa
- Regimentul 1 Cuirasieri
- Regimentul 12 Cuirasieri
- Regimentul 6 Dragoni
- Regimentul 9 Husari
- Regimentul 1 Artilerie
- Regimentul 2 Dragoni
- Cuirasatul francez Bouvet
- Cuirasatul francez Gaulois
- Submarinul francez Bernouilli
- Escadrila Lafayette

## Unități aliate decorate (listă parțială)
- Regimentul 104 Infanterie, Divizia 26 Infanterie
- Regimentele 5 și 6 Pușcași Marini
- Regimentul 23 Infanterie, Divizia 2 Infanterie
- Regimentul 369 Infanterie „The Harlem Hellfighters”
- Regimentul 370 Infanterie, Divizia 93 Infanterie
- Divizia 3 Infanterie
- Regimentul 5 Artilerie
- Regimentul 39 Infanterie, Divizia 4 Infanterie
- Ambulanța 2 Motorizată
- Regimentul 15 Infanterie
- Forța Expediționară Rusă din Franța

## Orașe decorate (listă parțială)
- Reims[3]
- Paris
- Dinant
- Montdidier
- Calais
- Épernay
- Lille
- Nancy
- Amiens
- Galați (România)
- Iași (România)
- Giurgiu (România)